# Revolution 9
（参考译名《九號革命》）是一首披头士乐队作品，收录于1968年专辑（白色專輯）中。

## 简介
据官方宣称，这首歌曲的长度在披头士的音乐作品中的时间是最长的，达到了8分21秒。这首歌充斥着大量的杂音、立体音、人声与声音拼贴。约翰·列侬沉迷於數秘術，而他的生命中常常出現數字九，因此他拿取了EMI的測試母帶，其中工程師說著"This is EMI Test Series #9"，他擷取了"Number 9"並將其重複九次作為此曲的開頭。由于此歌太过前卫，保罗与林戈坚决反对将此歌收录进专辑中，但约翰列侬坚持己见，这首歌最终还是被收录进了专辑中。
乔治·马丁与阿利斯泰尔·泰勒（苹果公司的办公室经理）的谈话被加在了这首歌的开头。
"bottle of claret for you if I'd realized. I'd forgotten all about it George, I'm sorry..."
"Well, do next time"
"Will you forgive me?"
"Mmmm...yes..."
"cheeky bitch."